# آفرومیموس
آفرومیموس (به انگلیسی: Afromimus) نام یک سرده از تیره شاخ خزنده سانان است. بقایای این دایناسور در صحرای طنره نیجر توسط پاول سرینو کشف شد.
گونه خاص این جانور Afromimus tenerensis نام دارد.